# Муравьёв, Георгий Вениаминович
Георгий Вениаминович Муравьёв (1894 — 1959, Розенхайм) — участник Белого движения на Юге России, есаул Кубанского гвардейского казачьего дивизиона. В годы Второй мировой войны служил на стороне Германии в Русском корпусе.

## Биография
Казак станицы Северской Екатеринодарского отдела Кубанской области.
Окончил Михайловский Воронежский кадетский корпус (1913) и Александровское военное училище (1914), откуда выпущен был хорунжим в 8-й Кубанский пластунский батальон, в рядах которого и вступил в Первую мировую войну. За боевые отличия был награжден несколькими орденами, в том числе орденом Св. Анны 4-й степени с надписью «за храбрость». Произведен в сотники 25 сентября 1916 года.
С началом Гражданской войны вступил в Добровольческую армию. Участвовал в 1-м Кубанском походе в конвое Кубанского атамана. В Вооруженных силах Юга России — в Полтавском полку, в Русской армии — есаул Кубанского гвардейского казачьего дивизиона. Был несколько раз ранен. Награждён орденом Св. Николая Чудотворца. Эвакуировался из Крыма на остров Лемнос.
В эмиграции в Югославии, осенью 1925 года — войсковой старшина дивизиона лейб-гвардии Кубанских и Терской сотен. В годы Второй мировой войны служил в Русском корпусе: с 31 октября 1941 года был младшим офицером в 8-й сотне 3-го батальона 1-го полка (в чине лейтенанта), на 1 мая 1942 года — командир взвода 11-й сотни того же полка (в чине обер-лейтенанта), в 1944 году — во 2-й сотне (в звании унтер-офицера). Был ранен 16 января 1945 года. После Второй мировой войны переехал в Германию.
Последние годы жизни провёл в старческом доме в Розенхайме, где и скончался в 1959 году.

## Награды
- Орден Святой Анны 4-й ст. с надписью «за храбрость» (ВП 5.06.1915)
- Орден Святого Станислава 3-й ст. с мечами и бантом (ВП 27.11.1915)
- Орден Святой Анны 3-й ст. с мечами и бантом (ВП 31.03.1916)
- Орден Святой Анны 2-й ст. с мечами (ВП 18.10.1916)
- Орден Святого Станислава 2-й ст. с мечами (ВП 17.11.1916)
- Орден Святителя Николая Чудотворца (Приказ Главнокомандующего № 501, 31 октября 1921)